# Silpa Bhirasri
Silpa Bhirasri (thaiul: ศิลป์ พีระศรี) (Firenze, 1892. szeptember 15.  –  Bangkok, 1962 . május 14.) olasz születésű szobrász. Olasz neve Corrado Feroci.

## Élete
1907–1917 között Firenzében művészetet tanult a Királyi Művészeti Akadémián, 1914-től 1923-ig a Szépművészeti Akadémia professzora. 1923-ban VI. Ráma kérte az olasz királyt, hogy biztosítsa  Corrado Ferocit, hogy tanítson Thaiföldön nyugati szobrászatot. 1933-ban megalapította Művészeti Iskoláját. Tanított művészetet, művészettörténetet, a művészet stílustant, esztétikát, műkritikát stb. Thaiföldön a modern művészet apjának tartják, alapítója az 1943-ban felavatott Silpakorn Universitynek, a Szépművészeti Egyetemnek, ahol a művészeti tanszéken festészetet és szobrászatot tanítottak. 1943–1962 között az egyetem igazgatója volt. 1944-ben megváltoztatta nevét, felvette a thaiföldi állampolgárságot, nehogy a megszálló japán hadsereg mint külföldi állampolgárt kémkedés gyanújával letartóztassa. 1949-ben megszervezte az első Nemzeti Művészeti Kiállítást, amely a thaiföldi művészek legnagyobb seregszemléjévé nőtte ki magát. A második világháborút követően többször is hazalátogatott; 1949-ben elvált feleségétől, 1959-ben Thaiföldön új házasságot kötött. 1962-ben Thaiföldön súlyos betegségben halt meg.

## Művei
Bangkok legismertebb emlékművei közül soknak a tervezője:
- Monument szoborcsoport 
  - a demokrácia emlékműve (1938–1940)
  - a herceg őfelsége Mahidol, VI. Ráma király
  - VII. Ráma király
- szobrok a Siriraj Hospital-ban
- a His Majesty Kórház homlokzati dísze

- a három királyi emlékmű:
  - a I. (Nagy) Ráma király (1929–1932)
  - VI. Ráma király (1941)
  - Nagy Tak Sin király (1950–1951).

## Írásai
Sok cikket és könyvet írt a nyugati és a thai művészet összehasonlításáról.
- 1943: A művészet elmélete
- 1944: A szín elmélete
- 1953: Kultúra és művészet
- 1956: Art
- 1959: Kortárs művészetek Thaiföldön

## Sikerei, díjai
Thaiföld modern művészetére nagy hatással volt, az oktatás területén kifejtett módszertanának hatására diákjai tisztelték, a rajongásig szerették. A művészet, a szeretet, a szenvedély területén elért oktató szerepe jelentős volt, ami egyéni alkotó munkájában is visszatükröződött. 1992-ben 100. születésnapja centenáriumán  megemlékező bélyeget bocsátottak ki. Születésnapja, szeptember 15-e Thaiföldön a művészet emléknapja. 
Egyik kedvenc diákja, Sanan Silakorn szobrot faragott emlékére.